# Un couple (film, 1953)
Pour plus de détails, voir Fiche technique et Distribution.
Un couple (夫婦, Fūfu) est un film japonais réalisé par Mikio Naruse, sorti en 1953 au Japon.

## Synopsis
Isamu Nakahara, un petit salarié taciturne est muté dans une succursale de sa compagnie à Tokyo. Il s'établit provisoirement avec sa femme Kikuko chez ses beaux-parents mais doivent rapidement trouver un logement car la maison est trop exiguë, d'autant que le frère de Kikuko qui tient le commerce familial va bientôt se marier et accueillir sa future femme. En désespoir de cause, n'ayant pas les moyens de s'offrir un logement en propre, ils s'établissent chez Takemura, un collègue d'Isamu qui vient de perdre sa femme. Kikuko se comporte d'une manière qu'elle juge respectueuse envers leur hôte, s'occupant de lui lorsqu'il tombe malade et lui préparant ses repas. Peu à peu, un sentiment de jalousie s'installe chez Isamu qui se renferme de plus en plus sur lui-même tandis que Takemura retrouve entrain et joie de vivre.
À l'approche de Noël, tous trois partent faire des emplettes et voir un spectacle. Takemura veut remercier Kikuko et lui offrir une écharpe mais Isamu s'y oppose puis, accidentellement séparés dans la foule dense, Takemura et Kikuko vont diner ensemble tandis qu'Isamu tombe sur une de ses collègues de travail et passe la soirée avec elle. De retour chez eux le soir, les deux hommes sont ivres, une dispute éclate car Takemura a tout de même acheté l'écharpe à Kikuko. Peu avant Nouvel An, Isamu est envoyé par sa compagnie en voyage d'affaires quelques jours à Sendai. Il part inquiet de laisser seule sa femme avec Takemura. À son retour, après avoir subi des moqueries pour la doublure déchirée de son manteau tandis qu'il faisait son rapport à son patron, il tombe sur une soirée à laquelle participe sa femme, sa sœur Kumiko, le fils du voisin et Takemura. Exaspéré, il renverse le bol de nouilles que lui tend Kukiko et part sans piper mot aux bains publics. Le soir du Nouvel An, Kikuko décide de retourner seule chez ses parents pour méditer sur son mariage. Takemura et Isamu passent une soirée triste. Poussée par ses parents, Kikuko finit par regagner le domicile conjugal vers minuit.
Quelque temps plus tard, Isamu et Kikuko trouvent une chambre dans une résidence et déménagent de chez Takemura. Tandis qu'ils s'installent, Kikuko apprend à son mari qu'elle est enceinte. D'abord heureux de la nouvelle, Isamu se rembrunit lorsqu'il réfléchit à leur situation. Ils n'ont guère de moyens financiers et la propriétaire de leur chambre ne veut pas de couple avec enfant, ils devront encore déménager. Il demande à sa femme de se faire avorter et l'emmène chez un gynécologue. Au dernier moment, Kikuko refuse d'entrer. Isamu qui observe des enfants jouer autour d'une balançoire dans un jardin public déclare qu'il garderont l'enfant et s'en sortiront.

## Fiche technique
- Titre français : Un couple
- Titre original : 夫婦 (Fūfu?)
- Réalisation : Mikio Naruse
- Scénario : Toshirō Ide et Yōko Mizuki
- Photographie : Asakazu Nakai
- Montage : Hidetoshi Kasama
- Direction artistique : Takashi Matsuyama
- Son : Hisashi Shimonaga
- Musique : Ichirō Saitō
- Production : Sanezumi Fujimoto
- Société de production : Tōhō
- Pays de production :  Japon
- Langue : japonais
- Format : noir et blanc — 1,37:1 — 35 mm — son mono
- Genre : drame
- Durée : 87 minutes (métrage : 10 bobines - 2 373 m[1])
- Date de sortie :
  - Japon : 22 janvier 1953[1]

## Distribution
- Ken Uehara : Isamu Nakahara
- Yōko Sugi : Kikuko, sa femme
- Rentarō Mikuni : Ryota Takemura

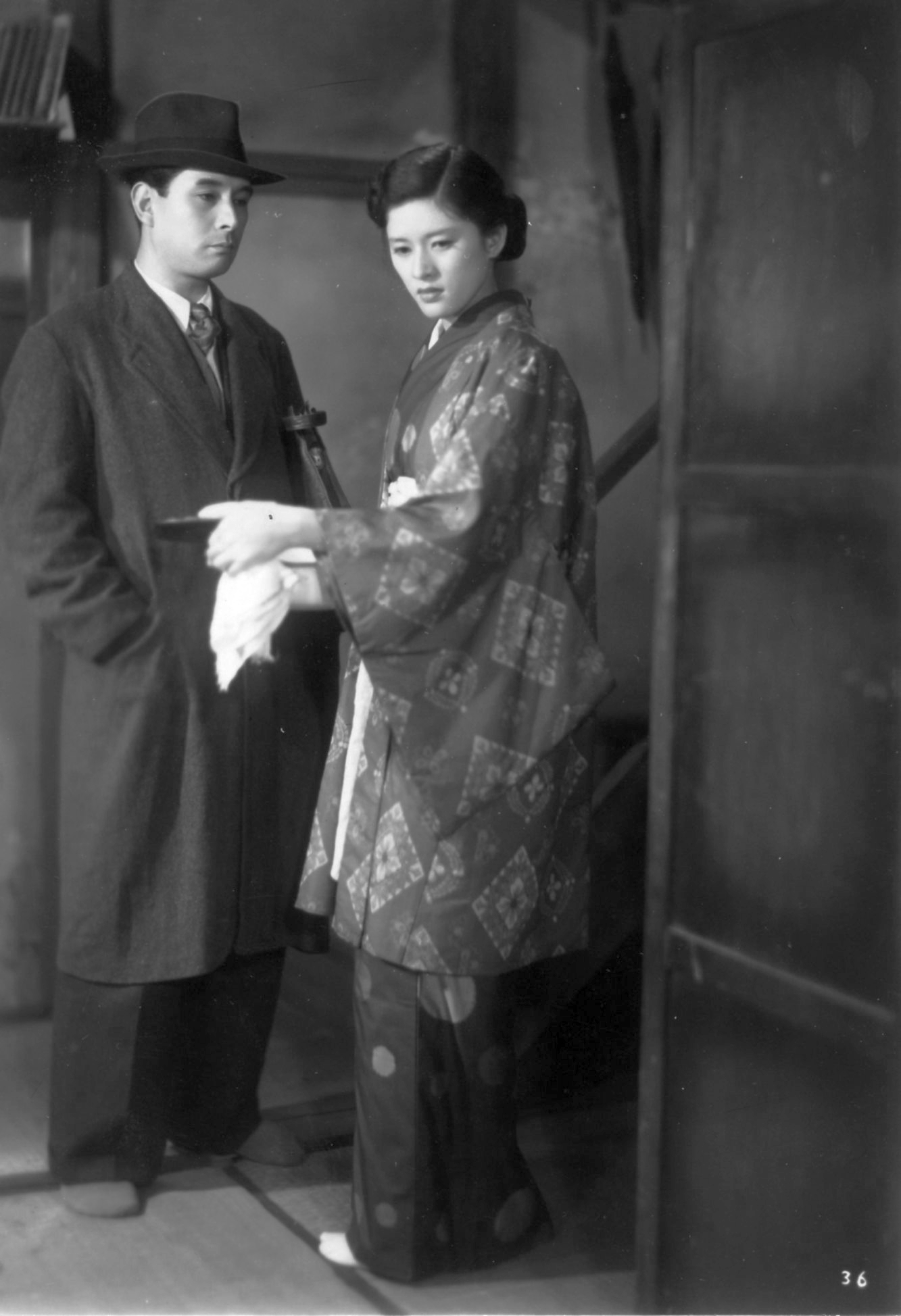
Scène du film avec Ken Uehara et Yōko Sugi.

- Keiju Kobayashi : Mokichi Hayakawa, le frère de Kikuko
- Mariko Okada : Kumiko, la petite sœur de Kikuko
- Kamatari Fujiwara : Naokichi, le père de Kikuko
- Hisako Takihana : Taka, la mère de Kikuko
- Chieko Nakakita : Mlle Akamatsu
- Zekō Nakamura : l'oncle de Kikuko
- Eiko Miyoshi : la propriétaire de la pension
- Kokuten Kōdō : le passant dur d'oreille

## Autour du film
- Naruse explique que  a été initialement conçu par la Tōhō comme la suite de Le Repas mais Setsuko Hara a des problèmes de santé fin 1952, une maladie intestinale chronique, qui l'empêchent de participer au tournage du film. Naruse choisit de la remplacer par Yōko Sugi bien que cette dernière n'avait jusqu'alors tenu que des rôles de jeune fille célibataire. Ce remplacement l'oblige alors à modifier quelque peu sa mise en scène[2].
- Mikio Naruse considère Un couple comme le second volet, avec Le Repas et Épouse, d'une trilogie sur la période dangereuse du mariage[3].